# La Romana (province)
Pour les articles homonymes, voir La Romana.
La Romana est l'une des 32 provinces de la République dominicaine. Son chef-lieu porte le même nom La Romana. Elle est limitée à l'ouest par la province de San Pedro de Macorís, au nord par celle de El Seibo et à l'est par celle de La Altagracia, et comprend les îles Catalina et Saona.